# Linia kolejowa nr 956
Linia kolejowa nr 956 – linia kolejowa w Kędzierzynie Koźlu. Długość linii wynosi 2,27 km.

## Infrastruktura

### Połączenia z innymi liniami
| punkt                | linia | linia     | linia     | źródło |
| punkt                | numer | kierunek  | status    | źródło |
| -------------------- | ----- | --------- | --------- | ------ |
| Kędzierzyn Koźle KKC | 872   | Nowa Wieś | nieczynna | [ 2 ]  |
| Kędzierzyn Koźle KKB | 151   | Chałupki  | nieczynna | [ 3 ]  |
| Kędzierzyn Koźle KKB | 682   | Nowa Wieś | nieczynna | [ 4 ]  |